# تیرناو
تیرناو (به آلمانی: Tyrnau) یک سکونتگاه مسکونی در اتریش است که در Graz-Umgebung District واقع شده‌است.

## خصوصیات
تیرناو ۱۹٫۹۷ کیلومترمربع مساحت دارد ۶۶۶ متر بالاتر از سطح دریا واقع شده‌است.